# Rettungsplattform
Die Rettungsplattform stellt eine Arbeitsbühne (aus Aluminium oder Kunststoff) dar, die in der Höhe verstellbar ist und in der Regel eine Traglast von bis zu 400 kg aufweist. Durch separat ausziehbare Füße lässt sie sich auch in unebenem Gelände sicher einsetzen. Sie ist primär dafür bestimmt den Einsatzkräften (Feuerwehr, Rettungsdienst usw.) den sicheren Zugang zu erhöhten Einsatzstellen bei der technischen Hilfeleistung zu ermöglichen.
Hauptsächlicher Einsatzschwerpunkte der Rettungsplattform sind hierbei die Rettung eines eingeklemmten Lkw-Fahrers aus seiner erhöhten Kabine, der Einsatz von schwerem hydraulischen Rettungsgerät bei einem Pkw in Seitenlage oder der Zugang zu den Fenstern eines Eisenbahn-Wagons. Mittels inzwischen umfangreichen Zubehörs können diese zu fahrbaren Gerüsten erweitert oder den speziellen örtlichen Verhältnissen angepasst werden.

## Verschiedene Bauformen
Rettungsplattformen gibt es in den verschiedensten Bauformen, allen ist aber eine höhenverstellbare Arbeitsplattform gleich, die zusätzlich als Sicherheit für die darauf stehenden Einsatzkräfte mit einem Sicherheitsbügel (bei manchen Versionen wegklappbar) versehen ist, der vor einem Sturz nach hinten schützt. Damit die Plattformen leicht transportiert und auf den Fahrzeugen verlastet werden können bestehen sie entweder aus Kunststoff oder Aluminium und lassen sich kompakt zusammen klappen. Eine spezielle Variante besteht nur aus der Arbeitsplattform und wird erst zusammen mit 4 Steckleiterteilen (Standardbeladung auf den Feuerwehr-Fahrzeugen) zur fertigen Plattform zusammengebaut.

## Aufstellung der Plattform
Die richtige Aufstellung am Einsatzort ist für den effektiven Einsatzverlauf extrem wichtig, um keine wertvolle Zeit durch ständiges umstellen der Plattform zu verlieren. Dabei ist neben der korrekten Platzwahl auch die Höhen-Einstellung der Arbeitsplattform wichtig. Hierbei sollte immer darauf geachtet werden, dass die Rettungsplattform nicht die Arbeiten behindert, indem sie z. B. das Entfernen von Karosserieteilen behindert, oder nicht genug Platz zum Ansetzen von Schneidgerät und Spreizer übrig lässt.
Aus diesem Grund sollte die Plattform beim Einsatz am Lkw immer knapp unterhalb des Fahrerhaus-Schwellers platziert werden, um eine bequeme Arbeitshöhe zu erreichen und die Türe problemlos öffnen zu können sowie Entlastungsschnitte im Schweller zu setzen. Bei einem Pkw auf der Seite bietet sich dagegen die Unterbodenseite zwischen den Abstützungen als ideal an, die Höhe sollte dabei aber nicht zu hoch gewählt werden, um mit den schweren Geräten nicht gebückt arbeiten zu müssen.